# Halide Edib Adıvar
Halide Edib Adivar (turco ottomano: خالده اديب [ha:liˈde eˈdib]; Istanbul, 11 giugno 1884 – Istanbul, 9 gennaio 1964) è stata una scrittrice e oratrice turca, attivista femminista e figura di spicco del movimento nazionalista turco.

## Biografia

### Primi anni (1884-1912)
Halide Edib nasce ad Istanbul nel 1884, quando ancora la città faceva parte dell'Impero Ottomano. La famiglia appartiene all'aristocrazia ottomana: il padre è il segretario del sultano Abdülhamid II, la madre, Fatma Bedrifren, muore di tubercolosi quando Halidé è ancora in tenera età. Crescerà con i nonni materni, e sarà educata da istruttori privati, ricevendo un'istruzione moderna e cosmopolita, sia religiosa che laica: letteratura ottomana ed europea, religione, filosofia, sociologia, musica, lingua inglese, francese ed araba. La sua casa è un circolo intellettuale noto in tutta Istanbul, e questo le consentirà fin da bambina di partecipare alla vita intellettuale della città.
Frequenta per breve tempo una scuola di greco ad Istanbul, e sempre per poco tempo, nel 1893, il College Americano per ragazze. All'età di quindici anni, nel 1897, traduce l'opera Mother di Jacob Abbott che le procurerà il conferimento dell'Ordine di Carità (Şefkat Nişanı), consegnatole personalmente dal sultano. Dal 1899 al 1901 riprende a frequentare il College Americano: sarà la prima donna a diplomarsi in questo liceo agli inizi del Novecento.
Subito dopo Halide si sposa con il suo insegnante di matematica con il quale avrà due figli, il famoso matematico e astronomo Salih Zeki Bey, più vecchio di lei di vent'anni. Nel 1908 inizia a scrivere per il giornale Tanin di Tevfik Fikret e la rivista femminile Demet. Nel 1909 un articolo pubblicato su Tanin suscita forti reazioni da parte di tradizionalisti e conservatori e Halide, fatta oggetto di minacce, si trasferisce con i figli per alcuni mesi prima in Egitto, successivamente a Londra, su invito della pedagogista e attivista britannica Isabel Fry. Rientrata ad Istanbul nell'ottobre dello stesso anno, inizia a lavorare a suo primo romanzo, Seviye Talip (Reclamando la parità). Nel 1910 divorzia dal marito, rifiutandosi di convivere con la sua seconda moglie.
La sua casa diventa un salotto intellettuale, in particolare per coloro che erano interessati ai nuovi concetti di identità turca. Nel 1911 entra in contatto con l'associazione Türk Ocağı (Cuore turco) e nel 1912 vi aderisce, diventandone il primo membro donna. Fonda anche un'organizzazione denominata aali-i Nisvan (Società per l'elevazione delle donne).

### Durante la prima guerra mondiale (1916-1917)
Tra il 1916 e il 1917 su invito di Djemal Pasha, uno dei leader più importanti del governo ottomano, nonché uno dei principali responsabili del genocidio armeno, svolge il ruolo di insegnante in alcune scuole di Damasco, Beirut e nel Collegio di San Giuseppe ad Aintoura, nei Monti del Libano. In questi istituti venivano raccolti centinaia di bambini orfani di nazionalità armena, araba, curda e turca, al fine di "islamizzarli", attraverso l'imposizione forzata della lingua e della cultura turca.
È controverso il ruolo svolto da Halide come Direttrice ad Aintoura, nell'ex convento cattolico trasformato in orfanotrofio, in cui fra il 1916 e 1918 vennero portati oltre 1000 bambini di età compresa far i 3 e i 15 anni. In un articolo del New York Times del 1922 viene definita la "Giovanna D'Arco" degli armeni, e le viene attribuito il merito di averli salvati da sicura morte. Più di recente, alcune testimonianze dei sopravvissuti e la scoperta di una fossa comune nell'orfanatrofio da lei diretto a Beirut, farebbero pensare ad una sua corresponsabilità nell'opera di assimilazione forzata dei piccoli orfani e nel mantenimento delle terribili condizioni a cui erano questi sottoposti: il clima di violenza fisica e psicologica vigente nel collegio, e le precarie condizioni igieniche e alimentari avrebbero portato oltre 300 bambini alla morte per colera e per fame.
Di questo periodo della sua vita Halide riporta traccia nelle sue Memorie, nelle quali così dettaglia il dialogo che si sarebbe svolto tra lei e Djemal Pasha in merito al destino degli orfani armeni e all'attività di turchizzazione alla quale dovevano essere sottoposti: 
"Sei un'idealista" [Djemal Pasha] rispose gravemente "...Ritieni che io creda di beneficiare la mia razza facendo diventare musulmani alcune centinaia di bambini e bambine armene? Tu hai visto gli orfanotrofi armeni diretti da armeni a Damasco. Non vi sono stanze, non ci sono soldi per aprire un altro orfanotrofio armeno. Questo è un orfanotrofio musulmano, e sono permessi solo orfani musulmani. ...Quando sento di bambini che vagabondano e muoiono di fame, li mando ad Aintoura. Li devo tenere vivi. Non mi importa come. Non posso tollerare di vederli morire per le strade."
"E dopo?" domandai.
"Dici dopo la guerra?" domandò lui. "Dopo la guerra ritorneranno dalla loro gente. Spero che nessuno di loro sia troppo piccolo per rendersi conto della sua razza."
"Non avrò più niente a che fare con questi tipi di orfanotrofi."
Scosse la testa. "Tu ne avrai invece" disse "se li vedi in miseria e sofferenti, tu andrai da loro e per un attimo non penserai ai loro nomi e religione..."»
Nel 1917 Halide Edib si sposa con il medico e politico di spicco Abdulhak Adnan, una delle figure politiche più importanti del tempo, e l'anno successivo diventa docente di letteratura nella Facoltà di Lettere all'Università di Istanbul. In quel periodo cresce il suo attivismo nel movimento nazionalista turco, influenzata dalle idee dello scrittore Ziya Gökalp.

### Durante la guerra di indipendenza (1920-1922)

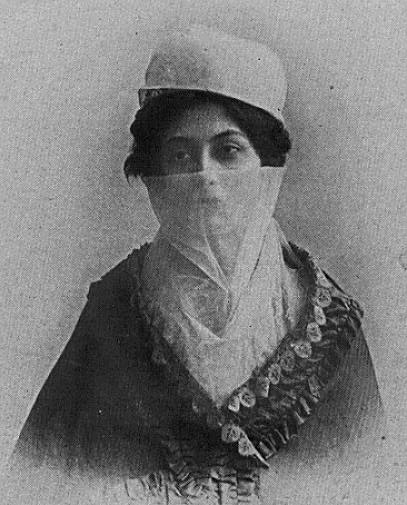
Halide Edib Adıvar

Dopo la sconfitta dell'Impero Ottomano nella prima guerra mondiale, nel 1920 le truppe britanniche occupano Istanbul e gli Alleati si impadroniscono di diverse parti dell'impero. Contro l'occupazione comincia ad organizzarsi la resistenza capeggiata da Mustafa Kemal, in seguito conosciuto come Kemal Atatürk.
Durante le manifestazioni a Sultanahmet, il principale quartiere di Istanbul, Halide Edib si distingue per il suo attivismo e per lo storico discorso contro l'occupazione greca della città di Smirne tenuto in piazza di fronte a 50.000 persone il 16 maggio 1919, che riceverà l'ammirazione del giovane leader Atatürk e le assicurerà un posto fra gli eroi della liberazione nazionale. Rischiando l'esilio nel marzo 1920 da parte dei britannici e dei capi militari maltesi a causa della sua attività politica, Halide decide di fuggire in Anatolia con il marito per unirsi al Movimento Nazionale Turco. Durante il viaggio incontra il giornalista Yunus Nadi, anch'egli deciso a partecipare al movimento nazionalista. Nell'incontro avvenuto il 3 marzo 1920 a Geyve, in una stazione ferroviaria, i tre condividono l'importanza di informare l'opinione pubblica nazionale sugli sviluppi della guerra di liberazione turca e decidono di aiutare la nazione a combattere istituendo l'agenzia di stampa Anadolu Ajansı, Agenzia Anatolia.
Durante la guerra greco-turca degli anni 1919-1922, Halide milita nelle file dell'esercito nazionalista prima come infermiera e poi come interprete nel quartier generale del comandante del fronte occidentale. È di questo periodo The Turkish Ordeal, una raccolta di memorie in cui esprime le sue impressioni sulla tattica della terra bruciata degli eserciti greci, denunciandone le atrocità nell'Anatolia occidentale.
Nell'aprile del 1920 il sultano e il suo gran visir emettono una fatwa di condanna a morte contro sette attivisti chiave, fra cui Alide Edib, unica donna della lista.
Tra il 1920 e il 1923 il marito Abdulhak Adnan partecipa attivamente al nuovo governo provvisorio guidato da Atatürk, con la nomina di Ministro della Salute, Ministro degli Affari Interni e vicepresidente dell'Assemblea Nazionale. Nel 1923 Halide pubblica Ateşten Gömlek (trad. inglese: The Daughter of Smyrna), che racconta la saga di una giovane attivista durante la guerra d'indipendenza della Turchia. Aysha, la protagonista, a cui le truppe greche hanno ucciso il marito e il figlio, rappresenta la nuova donna turca che partecipa coraggiosamente alla causa nazionale.

### Dopo la guerra e la morte (1926-1964)
Nel 1924, dopo la proclamazione della repubblica, Abdulhak Adnan prende le distanze dal capo di governo Atatürk, con il quale pochi anni prima aveva condiviso la militanza politica, ed è fra i fondatori del Terakkiperver Cumhuriyet Fırkası, o TCF (Partito repubblicano progressista), il primo partito di opposizione politica nato in Turchia dopo la presa al potere di Mustafa Kemal. Il 5 giugno 1925, con il pretesto della ribellione curda dello sceicco Said, il TCF viene messo fuori legge. Nel 1926 Abdulhak Adnan e Halide, in dissenso con Atatürk, si trasferiscono in Europa. Si stabiliranno prima a Vienna, poi a Parigi e, dal 1926 al 1939, a Londra. Durante questo periodo Halide viaggerà molto. Svolgerà attività di insegnamento e terrà conferenze negli Stati Uniti (1928, 1931) e in India (1935). Nel libro Inside India esporrà le sue impressioni su questo paese come colonia britannica.
Nel 1939, alla morte di Atatürk, Alide fa ritorno in Turchia e lavora come insegnante di letteratura inglese presso la facoltà di Lettere dell'Università di Istanbul. Nel 1950 viene eletta parlamentare, ma darà le dimissioni nel 1954. Questa sarà l'unica posizione politica formale da lei ricoperta.
Muore ad Istanbul il 9 gennaio 1964. Sarà seppellita nel cimitero di Merkezefendi di Istanbul.

## Opere
Le opere di Halide Edib trattano temi forti come il ruolo della donna nella società, la lotta per l'indipendenza nazionale, il rapporto fra Oriente e Occidente. Halide Edib è stata una grande nazionalista turca e molte sue opere sottolineano l'importanza delle donne e della loro lotta per l'indipendenza del loro paese. Nei suoi romanzi, i personaggi principali sono in genere donne combattenti, dotate di un forte carattere, che difendono con passione la loro causa. L'autrice è stata a volte criticata per aver non aver sviluppato con altrettanta intensità i personaggi maschili, che risulterebbero sbiaditi e dotati di scarsa determinazione.
È ricordata anche per avere articolato attraverso i suoi romanzi una visione nuova dell'identità femminile, proponendo uno stile di vita attivo e indipendente, in contrasto con la tradizione ottomana sostenitrice della segregazione dei sessi e dell'esclusione delle donne dall'istruzione e da ogni forma di partecipazione alla vita politica. Gli ideali femministi di Halide Edib che traspaiono nel suo libro Ateşten gömlek (1923) includono l'istruzione, la libertà di abbigliamento, il matrimonio monogamico e il patriottismo.
Uno dei segnali della trasformazione culturale che avrebbe investito la Repubblica turca, appare visibile anche nella tipologia dell'abbigliamento indossato dai personaggi delle sue opere: essi vestono abiti moderni, non più turbanti o fez; alcune donne cominciano a togliersi il velo.

### Opere principali
- Halide Edib Adıvar, Seviye Talip, Bursa, Hüdavendigâr Vilayeti Matbaası, 1908-1909, OCLC 40128247.
- Halide Edib Adıvar, Yeni Turan, Istanbul, Tanın matbaası, 1913, OCLC 605949321.
- Halide Edip Adıvar, Mevut hüküm, Istanbul, Ayyıldız Matbaası, 1918, OCLC 630490239.
- Halide Edib Adıvar, Son Eseri, Istanbul, Evkaf-ı İslamiye Matbaası, 1919, OCLC 19792911.
- Halide Edib Adıvar, Dağa çıkan kurt, Istanbul, Ikbal kitaphanesi, 1922, OCLC 682836411.
- Halide Edib Adıvar, Ateşten gömlek: Sakarya ordusuna, Istanbul, Teşebbüs Matbaası, 1923, OCLC 39830491.
- Halide Edib Adıvar, Handan, Istanbul, Orhaniye Matbaası, 1924, OCLC 22481359.
- Halide Edib Adıvar, Kalb Ağrısı, Istanbul, Vakt Matbaası, 1924, OCLC 27165252.
- Halide Edib Adıvar, The Memoirs of Halide Edib, New York-London, Century Co, 1926, OCLC 2471795.
- Halide Edib Adıvar, Vurun Kahpeye, Istanbul, Mahmut Bey Matbaası, 1926, OCLC 22481538.
- Halide Edib Adıvar, The Turkish Ordeal: being the further memoirs of Halidé Edib, New York-London, Century Co, 1928, OCLC 556812866.
- Halide Edib Adıvar, Zeyno'nun Oğlu, Istanbul, İlhami-Fevzi, 1928, OCLC 27399432.
- Halide Edib Adıvar, Turkey Faces West, London, H. Milford, Oxford University Press, 1930, OCLC 396880.
- Halide Edib Adıvar, The Clown and His Daughter, London, Allen & Unwin, 1935, OCLC 2171381.
- Halide Edib Adıvar, Türkün Ateşle İmtihanı, Istanbul, Can Yayını, 1962, OCLC 7264817.

## Traduzioni italiane
Adıvar, Halide Edip. La figlia di Istanbul. Traduzione e cura di Fabio De Propris, [Castel Gandolfo] LIT,  2013. 
Adıvar, Halide Edip. La figlia di Istanbul. Traduzione e cura di Fabio De Propris, Roma Elliot, 2010. ISBN 978-88-6192-125-2

## Halide Edib come personaggio nella letteratura e nei film
- L'opera Halide's Gift di Frances Kazan (2001) racconta della vita di Halide dalla gioventù alla maturità.
- Kurtuluş, Cumhuriyet e The Young Indiana Jones Chronicles sono i principali film e programmi televisivi in cui Halide Edib compare come personaggio.
- Su di lei venne girato il documentario The Greedy Heart of Halide Edib destinato alle scuole.
- Molte sue opere furono riprese in film e in televisione